# Palazzo San Gervasio
Palazzo San Gervasio é uma cidade italiana da região da Basilicata, província de Potenza, com cerca de 5.188 habitantes. Estende-se por uma área de 62 km², tendo uma densidade populacional de 84 hab/km². Faz fronteira com Acerenza, Banzi, Forenza, Genzano di Lucania, Maschito, Spinazzola (BA), Venosa.

## Demografia
| Variação demográfica do município entre 1861 e 2011                               |
|                                                                                   |
| Fonte: Istituto Nazionale di Statistica (ISTAT) - Elaboração gráfica da Wikipedia |